# Uszód
Uszód is een plaats (község) en gemeente in het Hongaarse comitaat Bács-Kiskun. Uszód telt 1114 inwoners (2002).